# Санта-Барбара (Чиуауа)
Санта-Ба́рбара (исп. Santa Bárbara) — город в Мексике, штат Чиуауа, входит в состав одноимённого муниципалитета и является его административным центром. Численность населения, по данным переписи 2010 года, составила 8765 человек.

## История
Поселение было основано как рабочий посёлок при руднике в 1564 году испанским переселенцем Родриго дель Рио и Лоса, и назван Santa Bárbara в честь покровительницы Святой Варвары. В 1645 году поселению был присвоен статус вилья, а 17 декабря 1930 года присвоен статус города.